# Канада на летних Олимпийских играх 1908
Канада на летних Олимпийских играх 1908 была представлена 87 спортсменами. Они завоевали 16 Олимпийских наград. В следующий раз такой результат сборная Канады смогла повторить лишь спустя 76 лет на играх в Лос-Анджелесе.

## Награды

### Золото
| Золото | |                              |
| №      | Спортсмены | Вид спорта (дисциплина)      |
| 1      | Роберт Керр | Лёгкая атлетика (бег, 200 м) |
| 2      | Патрик Бреннен, Джон Бродерик, Томас Горман, Ричард Дакетт, Фрэнк Диксон, Агнус Диллон, Кларенс Мак-Керроу, Д. Мак-Леод, А. Мара, Джордж Кэмпбелл, Джордж Ренни, Александр Тёрнбалл, Дж. Файон, Генри Хубин, Эрнст Хэмилтон | Лякросс                      |
| 3      | Вальтер Юинг | Стрельба (трап)              |

### Серебро
| Серебро |                                                                                            |                                  |
| №       | Спортсмены                                                                                 | Вид спорта (дисциплина)          |
| 1       | Джон Гарфилд Макдональд                                                                    | Лёгкая атлетика (тройной прыжок) |
| 2       | Джордж Битти                                                                               | Стрельба (трап)                  |
| 3       | Вальтер Юинг, Джордж Битти, Артур Вестовер, Майли Флетчер, Джордж Вивиан, Дональд МакМакон | Стрельба (командный трап)        |

### Бронза
| Бронза | |                                           |
| №      | Спортсмены | Вид спорта (дисциплина)                   |
| 1      | Роберт Керр | Лёгкая атлетика (бег, 100 м)              |
| 2      | Корнелиус Уолш | Лёгкая атлетика (метание молота)          |
| 3      | Келвин Бриккер | Лёгкая атлетика (прыжки в длину)          |
| 4      | Эдвард Арчибальд | Лёгкая атлетика (прыжки с шестом)         |
| 5      | Уильям Андерсон Фредерик Мак-Карти Уильям Мортон Уолтер Эндрюс                                                            | Велоспорт (командная гонка преследования) |
| 6      | Норви Джекс Фредерик Томс                                                                                                 | Академическая гребля (двойка)             |
| 7      | Гордон Белфор Беше Гейл Чарльз Ридди Джеффри Тейлор                                                                       | Академическая гребля (четвёрка)           |
| 8      | Гордон Белфор Беше Гейл Уолтер Льюис Джозеф Райт Чарльз Ридди Ирвин Робертсон Джеффри Тейлор Юлиус Томсон Дуглас Кертланд | Академическая гребля (восьмёрка)          |
| 9      | Уильямс Смит, Чарльз Кроу, Брюс Уильямс, Дугалд МакИннис, Уильям Исткотт, Гарри Керр                                      | Стрельба (Армейская винтовка, команды)    |
| 10     | Обер Коте | Борьба (вольная, до 54 кг)                |

## Результаты соревнований

### Академическая гребля
Олимпийские соревнования по академической гребле проходили с 28 по 31 июля в гребном центре в Хенли-он-Темс, где ежегодно проводятся соревнования Королевской регаты. В каждом заезде стартовали две лодки. Победитель заезда проходил в следующий раунд, а проигравший завершал борьбу за медали. Экипажи, уступавшие в полуфинале, становились обладателями бронзовых наград.
Мужчины
| Соревнование | Спортсмены                | Первый раунд         | Четвертьфинал                  | Полуфинал                     | Финал                 | Место                |
| Соревнование | Спортсмены                | Соперник / Результат | Соперник / Результат           | Соперник / Результат          | Соперник / Результат  | Место                |
| ------------ | ------------------------- | -------------------- | ------------------------------ | ----------------------------- | --------------------- | -------------------- |
| одиночки     | Лу Скоулз                 | не участвовал        | GERБ. фон Газа П полторы длины | завершил выступление          | завершил выступление  | завершил выступление |
| одиночки     | Уолтер Боулер             | не участвовал        | GBRГ. Блэкстафф П DNF          | завершил выступление          | завершил выступление  | завершил выступление |
| двойки       | Норви Джекс Фредерик Томс | не проводится        | не проводится                  | Великобритания · П неизвестно | завершили выступление | 3                    |

| Спортсмен(ы) | Соревнования | Четвертьфинал | Четвертьфинал | Полуфинал | Полуфинал | Финал За 3-е место | Финал За 3-е место |
| Спортсмен(ы) | Соревнования | Время         | Место         | Время     | Место     |                    |                    |
| --- | ------------ | ------------- | ------------- | --------- | --------- | ------------------ | ------------------ |
| Гордон Белфор Беше Гейл Чарльз Ридди Джеффри Тейлор                                                                                | Четвёрка     |               |               | ?         | 3         | не проводился      |                    |
| Гордон Белфор, Беше Гейл, Уолтер Льюис, Джозеф Райт, Чарльз Ридди, Ирвин Робертсон, Джеффри Тейлор, Юлиус Томсон, Дуглас Кертланд  | Восьмёрка    | 8:06,0        | 2             | ?         | 3         | не проводился      |                    |
| Джон Бёрн, Генри Голдсмит, Фрэнк Джервуд, Освальд Карвер, Гарольд Кичинг, Эрик Пауэлл, Дуглас Стюарт, Эдвард Уильямс, Ричард Бойль | Восьмёрка    |               |               | ?         | 4         | не проводился      | 4                  |

### Борьба
Спортсменов — 1
Вольная борьба
| Спортсмен | Категория | Квалификация       | Четвертьфинал              | Полуфинал                | Финал                       | Место |
| Спортсмен | Категория | Соперник Результат | Соперник Результат         | Соперник Результат       | Соперник Результат          | Место |
| --------- | --------- | ------------------ | -------------------------- | ------------------------ | --------------------------- | ----- |
| Обер Коте | До 54 кг  |                    | Гарри Спренджер (GBR) поб. | Джордж Менерт (USA) пор. | Фредерик Томкинс (GBR) поб. |       |

### Велоспорт

#### Трековый велоспорт
Спортсменов — 5
| Спортсмен                                                      | Соревнование                  | Первый раунд | 1\2 финала | Финал За 3-е место |
| Спортсмен                                                      | Соревнование                  | Соперник | Соперник | Соперник           |
| -------------------------------------------------------------- | ----------------------------- | --- | --- | ------------------ |
| Фредерик Мак-Карти                                             | 660 ярдов                     | Уильям Бэйли (GBR) Пьер Сегино (FRA) 2 место | Не прошёл | Не прошёл          |
| Уолтер Эндрюс                                                  | 660 ярдов                     | Жозеф Вербрук (BEL) Гастон Деляфан (FRA) 55,8 с. — 1место | Виктор Джонсон (GBR) Йоханнес ван Шпенген (NED) Пьер Тексье (FRA) 4 место                                                                                                | Не прошёл          |
| Уильям Мортон                                                  | 660 ярдов                     | Люсьен Ренар (BEL) Г. Дрейфус (FRA) Г. Андерсон (GBR) 3 место | Не прошёл | Не прошёл          |
| Фредерик Мак-Карти                                             | 5 000 метров                  | | Эмиль Марешаль (FRA) Антони Герритс (NED) Эмиль Деманжель (FRA) Эрнст Пэйн (GBR) 2 место                                                                                 | Не прошёл          |
| Уильям Мортон                                                  | 5 000 метров                  | Андре Офре (FRA) Герман Мартенс (GER) Филипус Фрилинк (RSA) Бруно Гётце (GER) 5 место                                                                                           | Не прошёл |                    |
| Уолтер Эндрюс                                                  | 5 000 метров                  | Кларенс Кингсбёри (GBR) Гульельмо Морисетти (ITA) Дорус Нийланд (NED) Г. Дрейфус (FRA) А. Кэлверт (GBR) 5-6 место                                                               | Не прошёл |                    |
| Уильям Андерсон                                                | 5 000 метров                  | Морис Шиль (FRA) К. Кларк (GBR) Флорис Вентер (RSA) Гийом Кокельберг (BEL) Рудольф Катцер (GER) Жорж Перрин (FRA) 3 место                                                       | Не прошёл |                    |
| Фредерик Мак-Карти                                             | 20 километров                 | | Леонард Мередит (GBR) Герман Мартенс (GER) Жозеф Вербрук (BEL) Андре Лапиз (FRA) Георгиус Дамен (NED) Рудольф Катцер (GER) Пьер Хостейн (FRA) Дэниел Флинн (GBR) 6 место | Не прошёл          |
| Уолтер Эндрюс                                                  | 20 километров                 | Кларенс Кингсбёри (GBR) Колин Брукс (GBR) Флорис Вентер (RSA) Г. К. Люц (FRA) Герард ван Дракештайн (NED) Франсуа Бонне (FRA) Жан вам Бентем (BEL) Пауль Шульце (GER) 7-9 место | Не прошёл |                    |
| Гарри Янг                                                      | 20 километров                 | Луис Вайнтц (USA) Ф. Шоур (RSA) Герберт Буфлер (GBR) Макс Трибш (GER) Х. Кюнол (FRA) Дорус Нийланд (NED) Фредерик Хэмлин (GBR) 33:45,2 — 3 место                                | Не прошёл |                    |
| Уильям Андерсон                                                | 20 километров                 | Эндрю Ханссон (SWE) Д. Робертсон (GBR) Иоаннис Санторианос (GRE) Пьер Тексье (FRA) 34:55,6 — 3 место                                                                            | Не прошёл |                    |
| Фредерик Мак-Карти                                             | 100 километров                | | DNF | Не прошёл          |
| Уильям Андерсон                                                | 100 километров                | - 7—14 | Не прошёл |                    |
| Уолтер Эндрюс                                                  | 100 километров                | - 5 | - 6 |                    |
| Гарри Янг                                                      | 100 километров                | - 7—9 | DNF |                    |
| Уильям Мортон                                                  | 100 километров                | DNF | Не прошёл |                    |
| Фредерик Мак-Карти                                             | Спринт                        | Дэниел Флинн (GBR) Пьер Сегино (FRA) Пауль Шульце (GER) 4 место | Не прошёл | Не прошёл          |
| Уильям Мортон                                                  | Спринт                        | Эмиль Деманжель (FRA) 2 место | Не прошёл | Не прошёл          |
| Фредерик Мак-Карти Уильям Мортон                               | Тандем                        | Великобритания Леонард Мередит, Джон Мэттьюс Франция Гастон Дрейфю, Андре Пулен · 3 место                                                                                       | Не прошли | Не прошли          |
| Уильям Андерсон Фредерик Мак-Карти Уильям Мортон Уолтер Эндрюс | Командная гонка преследования | США · поб. | Великобритания · 2:29,2 — пор. | Не прошли          |

### Лякросс
В соревнованиях по лакроссу участвовали всего две сборные.
Спортсменов — 15
Состав сборной Канады:
Патрик Бреннен, Джон Бродерик, Томас Горман, Ричард Дакетт, Фрэнк Диксон, Агнус Диллон, Кларенс Мак-Керроу, Д. Мак-Леод, А. Мара, Джордж Кэмпбелл, Джордж Ренни, Александр Тёрнбалл, Дж. Файон, Генри Хубин, Эрнст Хэмилтон
Финал
| 24 октября | Канада | 14 | - | 10 | Великобритания |  |
|            |        | (5 | - | 1) |                |  |
|            |        | (6 | - | 2) |                |  |
|            |        | (9 | - | 7) |                |  |

### Лёгкая атлетика
Спортсменов — 29
| Спортсмен                                         | Соревнование            | Первый раунд | Первый раунд | Полуфиналы | Полуфиналы | Финал     | Финал     |
| Спортсмен                                         | Соревнование            | Результат    | Место        | Результат  | Место      | Результат | Место     |
| ------------------------------------------------- | ----------------------- | ------------ | ------------ | ---------- | ---------- | --------- | --------- |
| Роберт Керр                                       | 100 м                   | 11,0 (Q)     | 2            | 11,0 (Q)   | 3          | 11,0      |           |
| Дэвид Беланд                                      | 100 м                   | ?            | 18           | Не прошёл  | Не прошёл  | Не прошёл | Не прошёл |
| Фрэнк Лукман                                      | 100 м                   | ?            | 18           | Не прошёл  | Не прошёл  | Не прошёл | Не прошёл |
| Луи Себер                                         | 100 м                   | ?            | 18           | Не прошёл  | Не прошёл  | Не прошёл | Не прошёл |
| Роберт Керр                                       | 200 м                   | 22,2 (Q)     | 1            | 22,6 (Q)   | 1          | 22,6      |           |
| Луи Себер                                         | 200 м                   | ?            | 14           | Не прошёл  | Не прошёл  | Не прошёл | Не прошёл |
| Фрэнк Лукман                                      | 200 м                   | ?            | 18           | Не прошёл  | Не прошёл  | Не прошёл | Не прошёл |
| Луи Себер                                         | 400 м                   | 50,2 (Q)     | 4            | 49,5       | 4          | Не прошёл | Не прошёл |
| Дональд Баддо                                     | 400 м                   | 51,2         | 19           | Не прошёл  | Не прошёл  | Не прошёл | Не прошёл |
| Ирвинг Паркс                                      | 800 м                   | ?            | 17           |            |            | Не прошёл | Не прошёл |
| Дональд Баддо                                     | 800 м                   | ?            | 17           |            |            | Не прошёл | Не прошёл |
| Джон Тэйт                                         | 1500 м                  | 4:12,2       | 13           |            |            | 4:06,8    | 4         |
| Фредерик Медоуз                                   | 1500 м                  | 4:12,2       | 13           |            |            | Не прошёл | Не прошёл |
| Уильям Гэлбрейт                                   | 1500 м                  | 4:20,2       | 17           |            |            | 4:20,2    | 17        |
| Джон Фицджеральд                                  | 1500 м                  | ?            | 20           |            |            | Не прошёл | Не прошёл |
| Фредерик Медоуз                                   | 5 миль                  | 26:16,2 (Q)  | 8            |            |            | 26:16,2   | 6         |
| Джон Фицджеральд                                  | 5 миль                  | 26:05,8 (Q)  | 5            |            |            | ?         | 7         |
| Уильям Гэлбрейт                                   | 5 миль                  | 27:23,3      | 17           |            |            | Не прошёл | Не прошёл |
| Джон Тэйт                                         | 5 миль                  | DNF          | —            |            |            | Не прошёл | Не прошёл |
| Фрэнк Саваж                                       | 110 м с барьерами       | ?            | 15           |            |            | Не прошёл | Не прошёл |
| Уильям Гэлбрейт                                   | 3200 м с препятствиями  | 11:12,4      | 3            |            |            | ?         | 6         |
| Джон Фицджеральд                                  | 3200 м с препятствиями  | DNF          | —            |            |            | Не прошёл | Не прошёл |
| Дональд Баддо Фрэнк Лукман Ирвинг Паркс Луи Себер | Смешанная эстафета      | ?            | 5            |            |            | Не прошли | Не прошли |
| Уильям Вуд                                        | Марафон                 |              |              |            |            | 3:01:44,0 | 5         |
| Фредерик Симпсон                                  | Марафон                 |              |              |            |            | 3:04:28,2 | 6         |
| Гарри Лоусон                                      | Марафон                 |              |              |            |            | 3:06:47,2 | 7         |
| Джек Кэффери                                      | Марафон                 |              |              |            |            | 3:12:46,0 | 12        |
| Уильям Голдсборо                                  | Марафон                 |              |              |            |            | 3:20:07,0 | 16        |
| Джордж Гулдинг                                    | Марафон                 |              |              |            |            | 3:33:26,4 | 22        |
| Артур Бёрн                                        | Марафон                 |              |              |            |            | 3:50:17,0 | 24        |
| Джордж Листер                                     | Марафон                 |              |              |            |            | 4:22:45,0 | 27        |
| Эдвард Коттер                                     | Марафон                 |              |              |            |            | DNS       | —         |
| Том Лонгбоат                                      | Марафон                 |              |              |            |            | DNS       | —         |
| Фредерик Ноузуорти                                | Марафон                 |              |              |            |            | DNS       | —         |
| Джон Тэйт                                         | Марафон                 |              |              |            |            | DNS       | —         |
| Джордж Гулдинг                                    | Ходьба на 3500 метров   | 15:54,0      | 3            |            |            | 15:49,8   | 4         |
| Джордж Гулдинг                                    | Ходьба на 10 миль       | DNF          | —            |            |            | Не прошёл | Не прошёл |
| Келвин Бриккер                                    | прыжки в длину          | 7,08 (Q)     | 3            |            |            | 7,08      |           |
| Фрэнк Лукман                                      | прыжки в длину          | 6,59 (Q)     | 13           |            |            | 6,59      | 13        |
| Джордж Барбер                                     | прыжки в длину          | 6,41 (Q)     | 18           |            |            | 6,41      | 19        |
| Джон Гарфилд Макдональд                           | прыжки в длину          | DSQ          | DSQ          |            |            | Не прошёл | Не прошёл |
| Джордж Барбер                                     | прыжки в высоту         | 1,77 (Q)     | 10           |            |            | 1,77      | 10        |
| Джон Гарфилд Макдональд                           | прыжки в высоту         | 1,72 (Q)     | 13           |            |            | 1,72      | 13        |
| Джордж Барбер                                     | Прыжки в длину с места  | ?            |              |            |            | ?         |           |
| Джордж Барбер                                     | Прыжки в высоту с места |              |              |            |            | ?         |           |
| Джон Гарфилд Макдональд                           | тройной прыжок          | 14,12 (Q)    | 3            |            |            | 14,76     |           |
| Келвин Бриккер                                    | тройной прыжок          | 14,10 (Q)    | 4            |            |            | 14,10     | 4         |
| Эдвард Арчибальд                                  | Прыжки с шестом         | 3,58 (Q)     | 3            |            |            | 3,58      |           |
| Корнелиус Уолш                                    | Метание молота          | 48,51 (Q)    | 3            |            |            | 48,51     |           |

### Плавание
Спортсменов — 1
Мужчины
| Спортсмен        | Соревнование        | Предварительный раунд | Предварительный раунд | Полуфиналы | Полуфиналы | Финал     | Финал     |
| Спортсмен        | Соревнование        | Результат             | Место                 | Результат  | Место      | Результат | Место     |
| ---------------- | ------------------- | --------------------- | --------------------- | ---------- | ---------- | --------- | --------- |
| Роберт Циммерман | вольный стиль 100 м | 1:35,0                | 16                    | Не прошёл  | Не прошёл  | Не прошёл | Не прошёл |
| Роберт Циммерман | на спине 100 м      | ?                     | ?                     | Не прошёл  | Не прошёл  | Не прошёл | Не прошёл |

### Прыжки в воду
Спортсменов — 1
Мужчины
| Спортсмен        | Соревнование | Предварительный раунд | Предварительный раунд | Полуфиналы | Полуфиналы | Финал     | Финал     |
| Спортсмен        | Соревнование | Результат             | Место                 | Результат  | Место      | Результат | Место     |
| ---------------- | ------------ | --------------------- | --------------------- | ---------- | ---------- | --------- | --------- |
| Роберт Циммерман | Трамплин     | 74,0                  | 10                    | Не прошёл  | Не прошёл  | Не прошёл | Не прошёл |

### Спортивная гимнастика
Спортсменов — 2
Мужчины
| Спортсмен     | Вид соревнования  | Абсолютное первенство | Абсолютное первенство |
| Спортсмен     | Вид соревнования  | Очки                  | Место                 |
| ------------- | ----------------- | --------------------- | --------------------- |
| Аллан Кейт    | Личное первенство | ?                     | 59                    |
| Орвилл Эллиот | Личное первенство | ?                     | 80                    |

### Стрельба
Спортсменов — 21
Мужчины
| Спортсмен                                                                                 | Соревнование                | Три выстрела    | Три выстрела    | Три выстрела    | Три выстрела    | Три выстрела    | Три выстрела    | Результат | Место |
| Спортсмен                                                                                 | Соревнование                | результат место | результат место | результат место | результат место | результат место | результат место | Результат | Место |
| ----------------------------------------------------------------------------------------- | --------------------------- | --------------- | --------------- | --------------- | --------------- | --------------- | --------------- | --------- | ----- |
| Гарри Керр                                                                                | Произвольная винтовка       |                 |                 |                 |                 |                 |                 | 91        | 6     |
| Фред Аттон                                                                                | Произвольная винтовка       | 90              | 9               |                 |                 |                 |                 |           |       |
| Чарльз Кроу                                                                               | Произвольная винтовка       | 90              | 9               |                 |                 |                 |                 |           |       |
| Стэнли Браун                                                                              | Произвольная винтовка       | 89              | 11              |                 |                 |                 |                 |           |       |
| Дугалд Макайннис                                                                          | Произвольная винтовка       | 87              | 16              |                 |                 |                 |                 |           |       |
| Фрэнк Моррис                                                                              | Произвольная винтовка       | 86              | 19              |                 |                 |                 |                 |           |       |
| Джеймс Фриборн                                                                            | Произвольная винтовка       | 83              | 27              |                 |                 |                 |                 |           |       |
| Джеймс Джоунс                                                                             | Произвольная винтовка       | 82              | 28              |                 |                 |                 |                 |           |       |
| Фред Элмитт                                                                               | Произвольная винтовка       | 82              | 28              |                 |                 |                 |                 |           |       |
| Артур Мартин                                                                              | Произвольная винтовка       | 79              | 33              |                 |                 |                 |                 |           |       |
| Джордж Роу                                                                                | Произвольная винтовка       | 75              | 35              |                 |                 |                 |                 |           |       |
| Артур Стиль                                                                               | Произвольная винтовка       | 74              | 37              |                 |                 |                 |                 |           |       |
| Уильямс Смит Чарльз Кроу Брюс Уильямс Дугалд Макайннис Уильям Исткотт Гарри Керр          | Армейская винтовка, команды |                 |                 |                 |                 |                 |                 | 2 439     |       |
| Вальтер Юинг                                                                              | Трап                        | 27              | 1               | 18              | 1               | 27              | 1               | 72 (OR)   |       |
| Джордж Битти                                                                              | Трап                        | 21              | 11              | 17              | 2               | 22              | 6               | 60        |       |
| Артур Вестовер                                                                            | Трап                        | 21              | 8               | 12              | 14              | 22              | 4               | 55        | 5     |
| Майли Флетчер                                                                             | Трап                        | 22              | 6               | 9               | 27              | 22              | 7               | 53        | 7     |
| Дональд МакМакон                                                                          | Трап                        | 19              | 15              | 14              | 5               | 17              | 14              | 50        | 12    |
| Джордж Вивиан                                                                             | Трап                        | 16              | 23              | 10              | 23              | 18              | 13              | 44        | 20    |
| Вальтер Юинг, Джордж Битти, Артур Вестовер Майли Флетчер, Джордж Вивиан, Дональд МакМакон | Командный трап              | 114             | 2               | 95              | 2               | 196             | 1               | 405       |       |

### Теннис
Спортсменов — 3
| Спортсмен                 | Соревнование           | 1/32                                    | 1/16                                    | 1/8                                     | Четвертьфиналы                     | Полуфиналы            | Финал                 | Место |
| Спортсмен                 | Соревнование           | Соперник Счёт                           | Соперник Счёт                           | Соперник Счёт                           | Соперник Счёт                      | Соперник Счёт         | Соперник Счёт         | Место |
| ------------------------- | ---------------------- | --------------------------------------- | --------------------------------------- | --------------------------------------- | ---------------------------------- | --------------------- | --------------------- | ----- |
| Чарльз Браун              | Одиночные соревнования |                                         |                                         | Карел Робертин (BOH) 6:2, 6:1, 6:?      | Джон Ричардсон (RSA) 3:6, 1:6, 0:6 | Закончил выступление  | Закончил выступление  | 5     |
| Джеймс Фулкс              | Одиночные соревнования |                                         | Рулоф ван Леннеп (NED) 6:2, 6:4, 6:3    | Джон Ричардсон (RSA) 2:6, 4:6, 3:6      | Закончил выступление               | Закончил выступление  | Закончил выступление  | 9     |
| Ричард Пауэл              | Одиночные соревнования | Христиан ван Леннеп (NED) 6:4, 6:1, 6:2 | Ладислав Жемла (BOH) 2:6, 6:0, 6:4, 6:1 | Джордж Каридия (GBR) 4:6, 6:3, 4:6, 2:6 | Закончил выступление               | Закончил выступление  | Закончил выступление  | 9     |
| Джеймс Фулкс Ричард Пауэл | Парные соревнования    |                                         |                                         | Кроули / К. Пауэл (GBR) 5:7, 3:6, 2:6   | Закончили выступление              | Закончили выступление | Закончили выступление | 9     |

### Фехтование
Спортсменов — 1
- В случае одновременного нанесения удара спортсменам засчитывался итоговый счёт 1:1
- Главным фактором при распределении мест являлось количество поражений, в случае их равенства назначались дополнительные бои.

Мужчины
Индивидуальная рапира
Первый раунд (группа I)
|   | Спортсмен                   | И | В | П | УН | УП | +/- | Очки |
| - | --------------------------- | - | - | - | -- | -- | --- | ---- |
| 1 | Роберт Монтгомери (GBR)     | 6 | 6 | 1 | 6  | 1  | +5  | 12   |
| 2 | Густав Линдблом (SWE)       | 6 | 5 | 3 | 5  | 3  | +2  | 10   |
| 3 | Рене Кинессе (FRA)          | 6 | 3 | 3 | 3  | 3  | +0  | 6    |
| 4 | Джузеппе Манджиаротти (ITA) | 6 | 5 | 3 | 5  | 3  | +2  | 10   |
| 5 | Франц Йоргенсен (DEN)       | 6 | 3 | 4 | 3  | 4  | -1  | 6    |
| 6 | Перси Ноббс (CAN)           | 6 | 2 | 6 | 2  | 6  | -4  | 4    |
| 6 | Август Петри (GER)          | 6 | 2 | 6 | 2  | 6  | -4  | 4    |